# Il Decameron
Il Decameron is een Italiaanse dramafilm uit 1971 onder regie van Pier Paolo Pasolini. Het scenario is gebaseerd op het gelijknamige boek van de Florentijnse auteur Giovanni Boccaccio. 
De film is het eerste deel in Pasolini's "Trilogie van het Leven".

## Verhaal
De film schetst negen verhalen uit de Decamerone van Boccaccio. Daarin steekt Pasolini de draak met de Kerk.

## Galerij

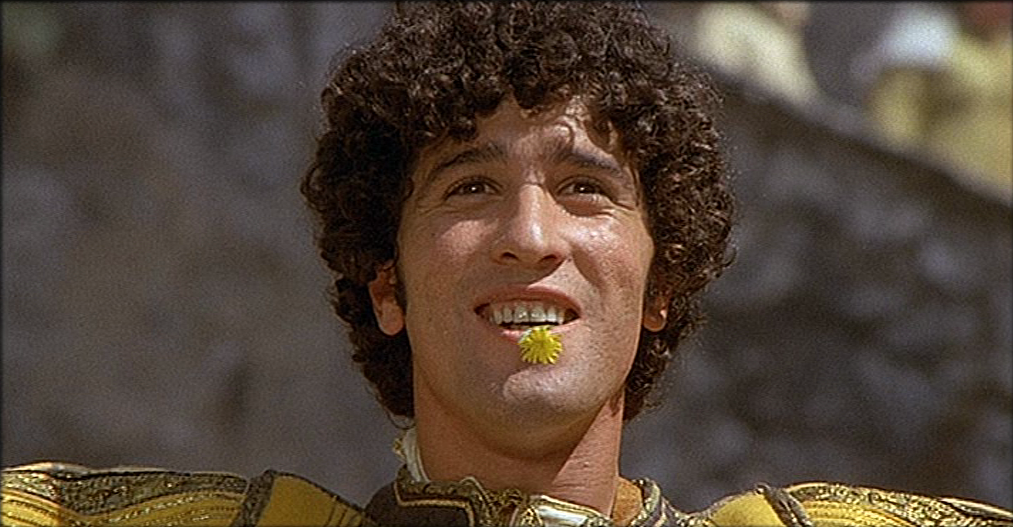
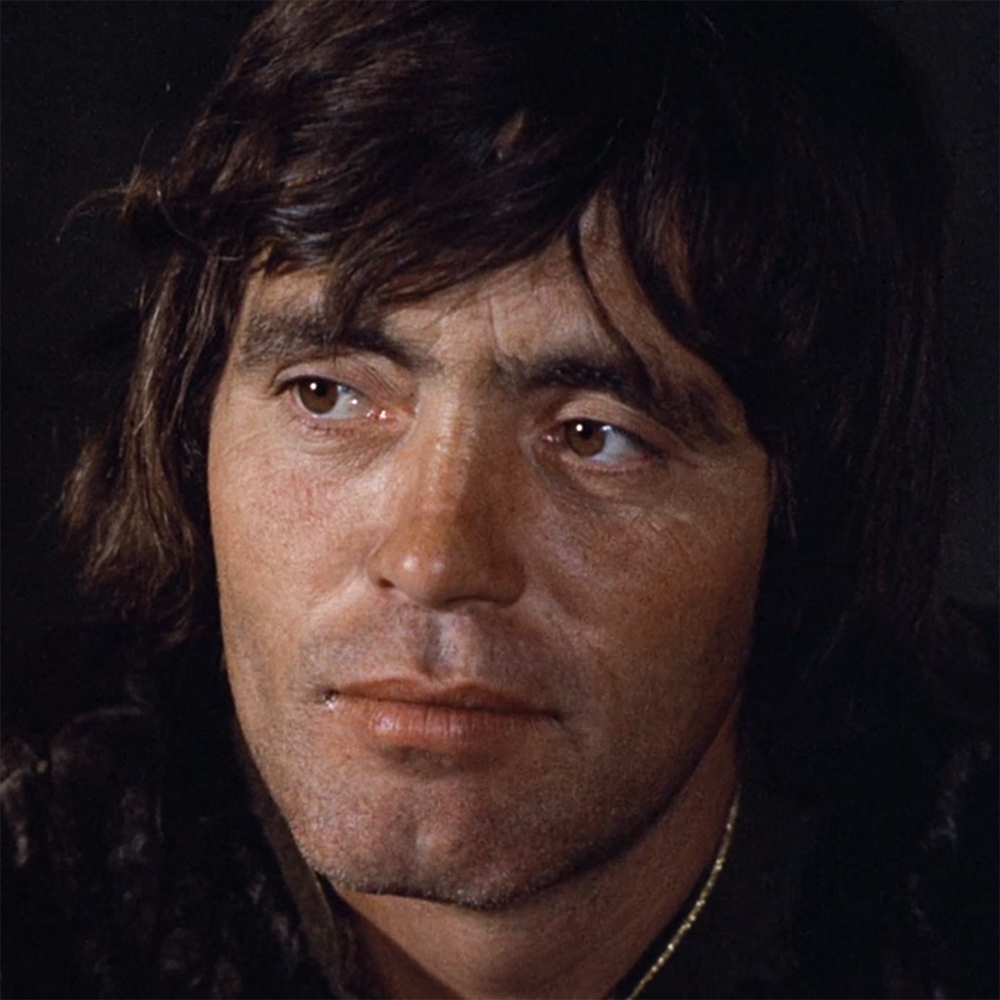
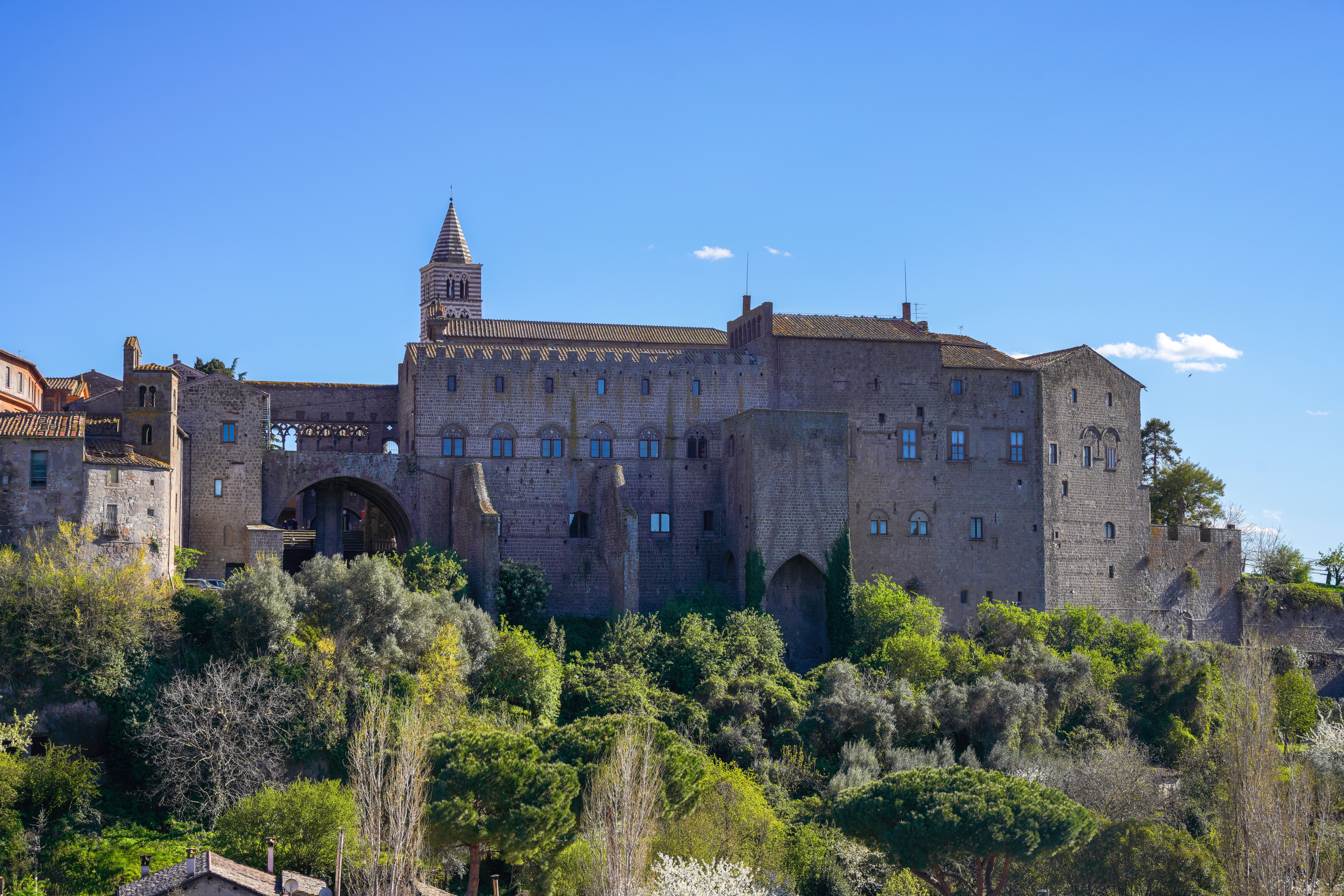
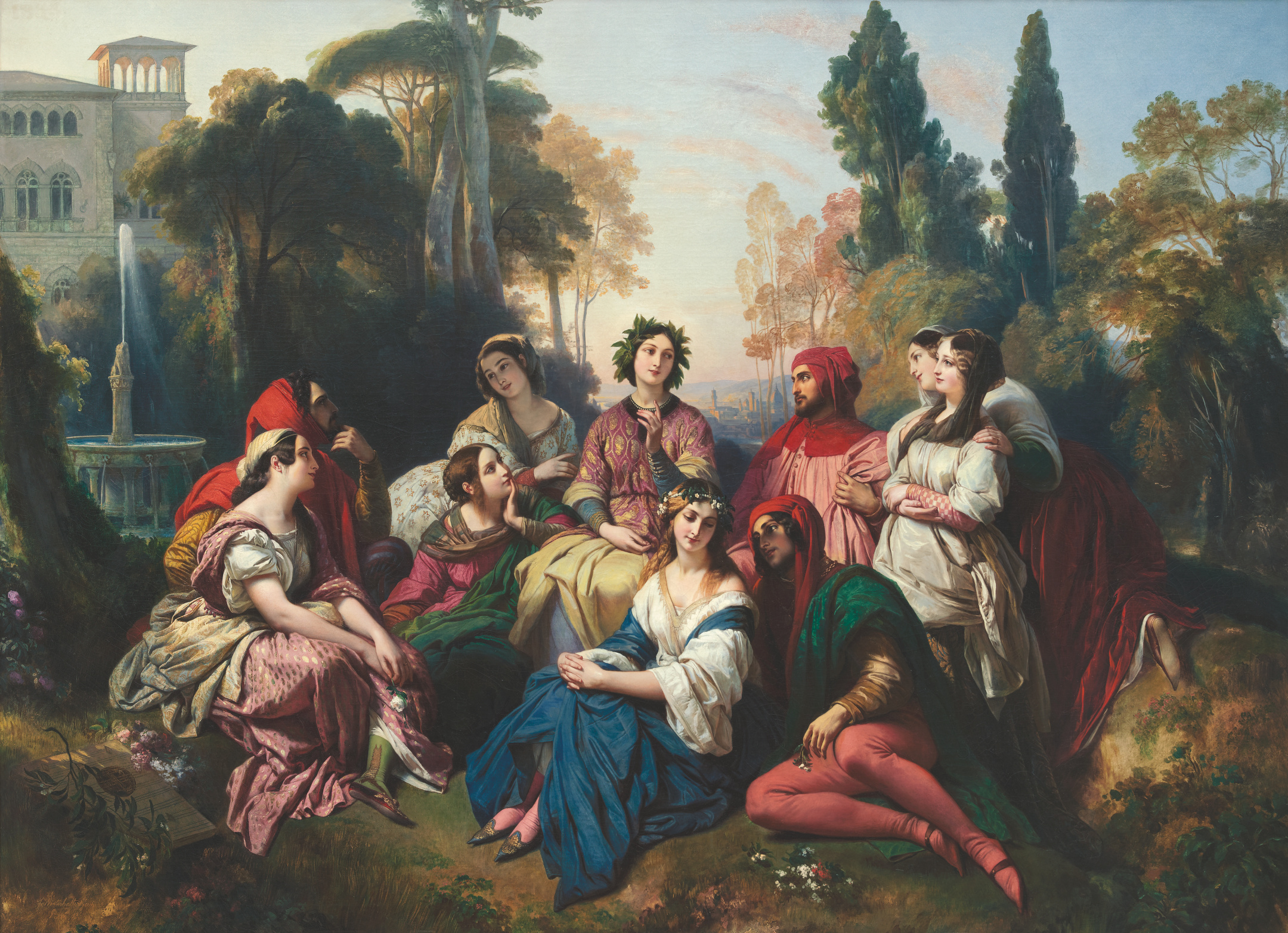
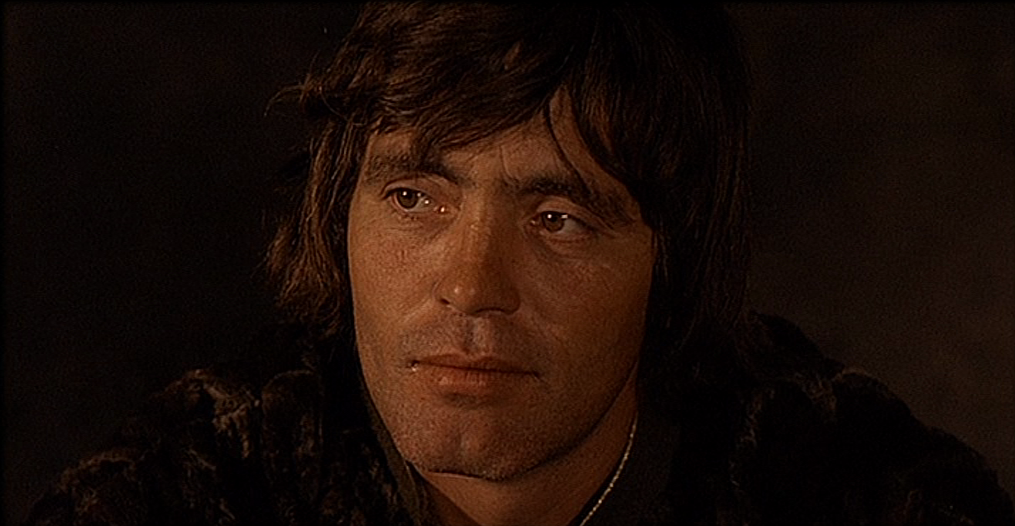

## Rolverdeling
| Acteur                 | Personage                |
| ---------------------- | ------------------------ |
| Franco Citti           | Ciappelletto             |
| Ninetto Davoli         | Andreuccio van Perugia   |
| Jovan Jovanovic        | Rustico                  |
| Vincenzo Amato         | Masetto van Lamporecchio |
| Angela Luce            | Peronella                |
| Maria Gabriella Maione | Madonna Fiordaliso       |
| Giuseppe Zigaina       | Duitse monnik            |
| Pier Paolo Pasolini    | Giotto's pupil           |
| Giacomo Rizzo          | Vriend Giotto's pupil    |
| Guido Alberti          | Musciatto                |
| Elisabetta Genovese    | Caterina                 |
| Giorgio Iovine         | Lizio van Valbona        |
| Lino Crispo            | Don Gianni               |
| Vittorio Vittori       | Don Giovanni             |
| Vincenzo Ferrigno      | Giannello                |
| Silvana Mangano        | La Madonna               |
| Gianni Rizzo           | Vader-overste            |
| Monique van Vooren     | Koningin van schedels    |